# Abeer Abdelrahman
Abeer Abdelrahman Khalil Mahmoud (arabisch عبير عبد الرحمن خليل محمود, DMG ʿAbīr ʿAbd ar-Raḥmān Ḫalīl Maḥmūd; * 13. Juni 1992 in Alexandria) ist eine ägyptische Gewichtheberin. Sie nahm an den Olympischen Spielen 2008 in Peking und 2012 in London teil. Bei beiden Spielen belegte sie den fünften Platz. Im Jahr 2016 erhielt sie rückwirkend die Silbermedaille, da die drei Medaillengewinnerinnen von London 2012 wegen Dopings disqualifiziert worden waren. Im August 2016 gab der Gewichtheber-Weltverband bekannt, dass die Chinesin Liu Chunhong ihre Goldmedaille bei den Olympischen Spielen 2008 mit Hilfe mehrerer Dopingmittel wie Sibutramin und Hormonen errungen hatte. Das IOC disqualifizierte sie erkannte ihren ersten Platz ab. Ebenfalls im August 2016 meldete der Gewichtheber-Weltverband, dass die Ukrainerin Natalija Dawydowa ihren dritten Platz durch die Einnahme von Dehydrochlormethyltestosteron erschlichen hatte. Aus diesem Grund erhielt Abdelrahman nachträglich die Bronzemedaille zugesprochen. 2011 gewann sie bei den Panarabischen Spielen in Doha Gold.

## Internationale Ergebnisse
- 2008 erreichte sie bei den Afrikameisterschaften den Sieg in der Kategorie bis 69 kg.[4] Bei den Junioren-Weltmeisterschaften gewann sie den Bewerb bis 69 kg.[5] Bei den Olympischen Spielen in Peking gewann sie die Bronzemedaille.[6]
- Im Jahr 2009 erreichte sie in der Klasse +75 kg den ersten Platz bei den 6. Internationalen Eleiko Austria Frauen Turnier.[7] Bei den Junioren-Weltmeisterschaften erreichte sie den 3. Platz.[8] Bei den Weltmeisterschaften in Goyang erreichte sie den 3. Platz.[9]
- Bei den Afrikanischen Junioren-Meisterschaften im Jahr 2010 gewann sie die Goldmedaille[10] und bei den Junioren-Weltmeisterschaften die Silbermedaille in der Kategorie +75 kg.[11] Bei den Weltmeisterschaften in Antalya kam sie im gleichen Jahr auf den 9. Platz in der Kategorie bis 75 kg.[12]
- Im Jahr 2011 erreichte sie beim China IWF Grand Prix den ersten Platz.[13] Bei der Junioren-Weltmeisterschaft erreichte sie den 4. Platz.[14] Bei den Weltmeisterschaften in Paris wurde sie Neunte.[15] Bei den Panarabischen Spielen in Katar gewann sie die Klasse bis 75 kg.[16]
- Bei den Olympischen Spielen in London 2012 gewann sie die Silbermedaille in der Klasse bis 75 kg.[17]